# Abercrombie (Dakota du Nord)
Pour les articles homonymes, voir Abercrombie.
La ville d’Abercrombie est située dans le comté de Richland, dans l’État du Dakota du Nord, aux États-Unis. Sa population s’élevait à 263 habitants lors du recensement de 2010, estimée à 261 habitants en 2018.

## Géographie
Selon le Bureau du recensement des États-Unis, Abercrombie s'étend sur une surface totale de 1,6 km2 entièrement de terre.

## Histoire
Abercrombie a été fondée en 1884.

## Démographie
| 1910 | 1920 | 1930 | 1940 | 1950 | 1960 |
| ---- | ---- | ---- | ---- | ---- | ---- |
| 299  | 266  | 242  | 215  | 244  | 244  |

| 1970 | 1980 | 1990 | 2000 | 2010 | - |
| ---- | ---- | ---- | ---- | ---- | - |
| 262  | 260  | 252  | 296  | 263  | - |

D'après le recensement des États-Unis de 2000, 296 personnes, 118 foyers et 73 familles résidaient dans cette localité. La densité de population était de 187,4 hab./km². Il y avait par ailleurs 138 habitants avec une densité moyenne de 87,3 résidences/km². 96,62 % des habitants étaient blancs, 1,35 % amérindiens, 0,34 % asiatiques et les 1,69 % restants correspondaient à diverses autres origines.
Toujours d'après le même recensement, sur les 118 foyers, 35,6 % avaient moins de 18 ans, 54,2 % étaient mariés, 5,1 % n'étaient constitués que de la mère, le mari n'étant plus présent et les 38,1 % restants n'étaient pas des familles. 33,1 % des foyers n'étaient constitués que d'un seul individu et 9,3 % correspondaient à des personnes de plus de 65 ans vivant seules. La taille moyenne des ménages était de 2,51 personnes et celle des familles de 3,27.
La population était composée de 32,1 % de personnes ayant moins de 18 ans, 6,4 % ayant entre 18 et 24 ans, 31,8 % de 25 à 44 ans, 18,9 % de 45 à 64 ans, et 10,8 % de 65 ans et plus. L'âge moyen était de 33 ans. Pour 100 femmes, il y avait 124,2 hommes.
Les revenus moyens par foyer de la localité d'Abercrombie étaient de 34 167 dollars, et ceux par famille de 37 125 dollars. Les hommes percevaient un salaire moyen annuel de 30 000 dollars alors que les femmes ne gagnaient en moyenne que 17 321 dollars. Le revenu par tête pour la localité s'élevait à 13 911 dollars. 13,8 % de la population et 8,8 % des familles vivaient en dessous du seuil de pauvreté. Enfin, 19,5 % des moins de 18 ans étaient situés sous le seuil de pauvreté.

## Source
- (es) Cet article est partiellement ou en totalité issu de l’article de Wikipédia en espagnol intitulé « Abercrombie » (voir la liste des auteurs).

1. ↑  (en) « Population and Housing Unit Estimates » (consulté le 21 juin 2019)
2. ↑  (en) Bureau du recensement des États-Unis, « Census of Population and Housing » [archive du 26 avril 2015] (consulté le 31 octobre 2013)
3. ↑  (en) « Population Estimates », Bureau du recensement des États-Unis (consulté le 21 juin 2019)
4. ↑  (en) « Statistiques des États-Unis - Dakota du nord - Profils des comtés de 2010 » (consulté en juin 2021)
5. ↑  (en) American FactFinder. Bureau du recensement des États-Unis. http://factfinder.census.gov.